# Chilok (město)
Chilok (rusky Хилок, čínsky v českém přepisu Si-luo-kche, znaky 希洛克) je město v Zabajkalském kraji v Ruské federaci. V roce 2021 zde žilo 10 320 obyvatel.

## Poloha a doprava
Chilok leží na stejnojmenné řece, pravém přítoku Selengy v povodí Jeniseje. Od Čity, správního střediska Zabajkalského kraje, je vzdálen přibližně 260 kilometrů západně.
Přes Chilok vede Transsibiřská magistrála, zdejší nádraží leží na 5934. kilometru od Moskvy. Rovněž přes něj vede dálnice R258 Bajkal z Irkutska do Čity.

## Dějiny
Chilok vznikl v roce 1895 se stavbou zdejšího úseku Transsibiřské magistrály a po jeho otevření v roce 1900 se dále rozvíjel. V roce 1906 byl postaven kostel Sv. Mikuláše, postavený za 16 000 rublů ze soukromých darů.
Od roku 1951 je Chilok městem.